# Обухов, Валерий Владимирович
Валерий Владимирович Обухов (1 июня 1952, Томск) — доктор физико-математических наук, профессор, ректор Томского государственного педагогического университета (2000—2019).

## Биография
- Валерий Обухов родился 1 июня 1952 году. в Томске. В 1969 году поступил на физический факультет Томского государственного университета. В 1974 году окончил университет по специальности «физика» и поступил в аспирантуру при кафедре электродинамики и квантовой теории поля ТГУ.

## Профессиональная и научная деятельность
- Сконцентрировав свои научные исследования в области общей теории относительности, Валерий Обухов под руководством доктора физико-математических наук, профессора Владислава Багрова занимался вопросами нахождения точных решений уравнений тяготения. Результатом этой работы стала защита в феврале 1979 года в МГУ кандидатской диссертации на тему «Точные решения уравнений Эйнштейна». В 1990 году Обухов в городе Дубна защитил докторскую диссертацию на тему «Разделение переменных в скалярных и спинорных уравнениях в общей теории относительности», где впервые была осуществлена полная классификация пространств электровакуума, в которых уравнения Лоренца и уравнение Клейна-Гордона-Фока интегрируются методом полного разделения переменных. Автор осуществил обобщение основной теоремы теории штеккелевых пространств на случай комплексных привилегированных систем координат и представил новый метод интегрирования уравнения Дирака в искривленном пространстве-времени (уравнение Дирака-Фока-Иваненко).
- 18 марта 1996 года Валерий Обухов был назначен проректором по научной работе Томского государственного педагогического университета. С 5 июля 2000 году исполнял обязанности ректора ТГПУ. 30 октября того же года утвержден ректором[1]. Валерий Владимирович успешно сочетает руководство университетом с научной деятельностью. Он является научным руководителем грантов Российского фонда фундаментальных исследований (РФФИ) в период с 1996 года по настоящее время, грантов федеральной научно-технической программы «Приоритетные направления науки и техники», грантов программы «Университеты России», руководителем проектов национального фонда подготовки кадров (НФПК), ряда научных и научно — образовательных проектов по общероссийским и международным программам. Профессор Валерий Обухов является членом Американского математического общества. Цель перспективного развития вуза В. В. Обухов видит в превращении университета в один из ведущих педагогических вузов страны.

## Труды
- Валерий Обухов — автор более 100 научных работ по теории гравитации и математической физике.
- Его статьи на Math-Net.Ru
- Статьи в РИНЦ.